# Пітон королівський
Пітон королівський (Python regius) — неотруйна змія з роду пітон родини пітони.

## Опис
Найменший з представників роду, загальна довжина сягає 1,5 м. Малюнок голови складається з великої темної трикутної плями зверху та бічних смуг на скронях, між якими лежить вузька жовта смуга. Уздовж тулуба від голови йдуть дві поздовжні темні смуги, що з'єднуються темними перемичками. До середини тулуба відстань між перемичками збільшується, самі вони розширюються, а поздовжні смуги місцями перекриваються, а на світлих ділянках спини з'являються додаткові плями.

## Спосіб життя
Полюбляє річкові долини, вологі ліси, чагарникові зарості. Досить швидко пересувається, гарно плаває й лазить по деревах. Активний уночі. Харчується гризунами та птахами.
Це яйцекладна змія. Самиця відкладає 3—11 яєць.

## Розповсюдження
Мешкає у західній та екваторіальній Африці від Сенегалу і Гамбії до Нігерії й Камеруну, Центрально-Африканської Республіки, Південного Судану та Уганди.

## Вірування і фольклор
Цей вид особливо шанується в традиційної релігії племені Ігбо на південному сході Нігерії. Він вважається символом землі, будучи твариною, який повзає по землі. Навіть серед багатьох християн Ігбо, ці пітони користуються повагою, вони можуть вільно пересуватися по селі і людських поселеннях. Якщо хтось випадково вбив пітона, тоді останки змії хоронять в невеликій труні.